# Eric Rosjö
Eric Rosjö (11 ottobre 1998) è un fondista svedese.

## Biografia
Attivo dal novembre del 2014, in Coppa del Mondo Rosjö ha esordito il 17 febbraio 2019 a Cogne in una 15 km (52º) e ha ottenuto il primo podio il 5 febbraio 2023 a Dobbiaco in staffetta (2º); ai Mondiali di Planica 2023, sua prima presenza iridata, si è classificato 30º nella 50 km e 32º nello skiathlon. Non ha preso parte a rassegne olimpiche.

## Palmarès

### Coppa del Mondo
- Miglior piazzamento in classifica generale: 40º nel 2023
- 1 podio (a squadre):
  - 1 secondo posto